# Rödnäbbad sångtimalia
Rödnäbbad sångtimalia (Leiothrix lutea), i burfågelssammanhang ofta benämnd kinesisk näktergal, är en fågel i familjen fnittertrastar inom ordningen tättingar. Den förekommer naturligt i Asien från Himalaya till södra Kina, men har även etablerat livskraftiga populationer i delar av Europa, Japan, i Hawaii och på ön Réunion. Arten tros minska i antal, men beståndet anses ändå vara livskraftigt.

## Utseende och levnadssätt
Rödnäbbad sångtimalia är en relativt liten tätting med en kroppslängd på 13 centimeter. Den har röd näbb, olivgul hätta, gul strupe, orange bröst och en lätt kluven svart stjärt. Vingen är mörk med orange- och rödkantadehandpennor. Ungfågeln är mer enfärgat grågrön men känns igen på den karakteristiska teckningen på vingen. Fågeln trivs i undervegetation i skogsmark.

## Utbredning och systematik
Rödnäbbad sångtimalia är en asiatisk art som förekommer naturligt i bergsskogar på över 1000 meters höjd. Den delas in i fem underarter med följande utbredning:
- Leiothrix lutea kumaiensis – förekommer i Himalaya, från Kashmir till nordvästra Uttar Pradesh
- Leiothrix lutea calipyga – förekommer från Nepal österut till Bhutan, nordöstra Indien, södra Kina (sydöstra Tibet) och nordvästligaste Myanmar (möjligen i syd till norra Chin Hills)
- Leiothrix lutea yunnanensis – förekommer från nordöstra Myanmar till sydöstra Qinghai och nordvästra Yunnan i sydvästra Kina.
- Leiothrix lutea kwangtungensis – förekommer från södra Kina, sydöstra Yunnan, Guangxi och Guangdong, till nordöstra Tonkin
- Leiothrix lutea lutea – förekommer i centrala och sydöstra Kina

Fågeln har därutöver etablerat livskraftiga populationer med ursprung från burfåglar i Frankrike, Italien, Japan, Hawaiiöarna samt på ön La Réunion.
Trots burfågelepitetet kinesisk näktergal är den inte alls närbesläktad med näktergalarna.

## Status och hot
Arten har ett stort utbredningsområde och en stor population, men tros minska i antal till följd av habitatförstörelse och fångst för burfågelshandeln, dock inte tillräckligt kraftigt för att den ska betraktas som hotad. Internationella naturvårdsunionen IUCN kategoriserar därför arten som livskraftig (LC). Världspopulationen har inte uppskattats men den beskrivs som lokalt vanlig.

## Bilder

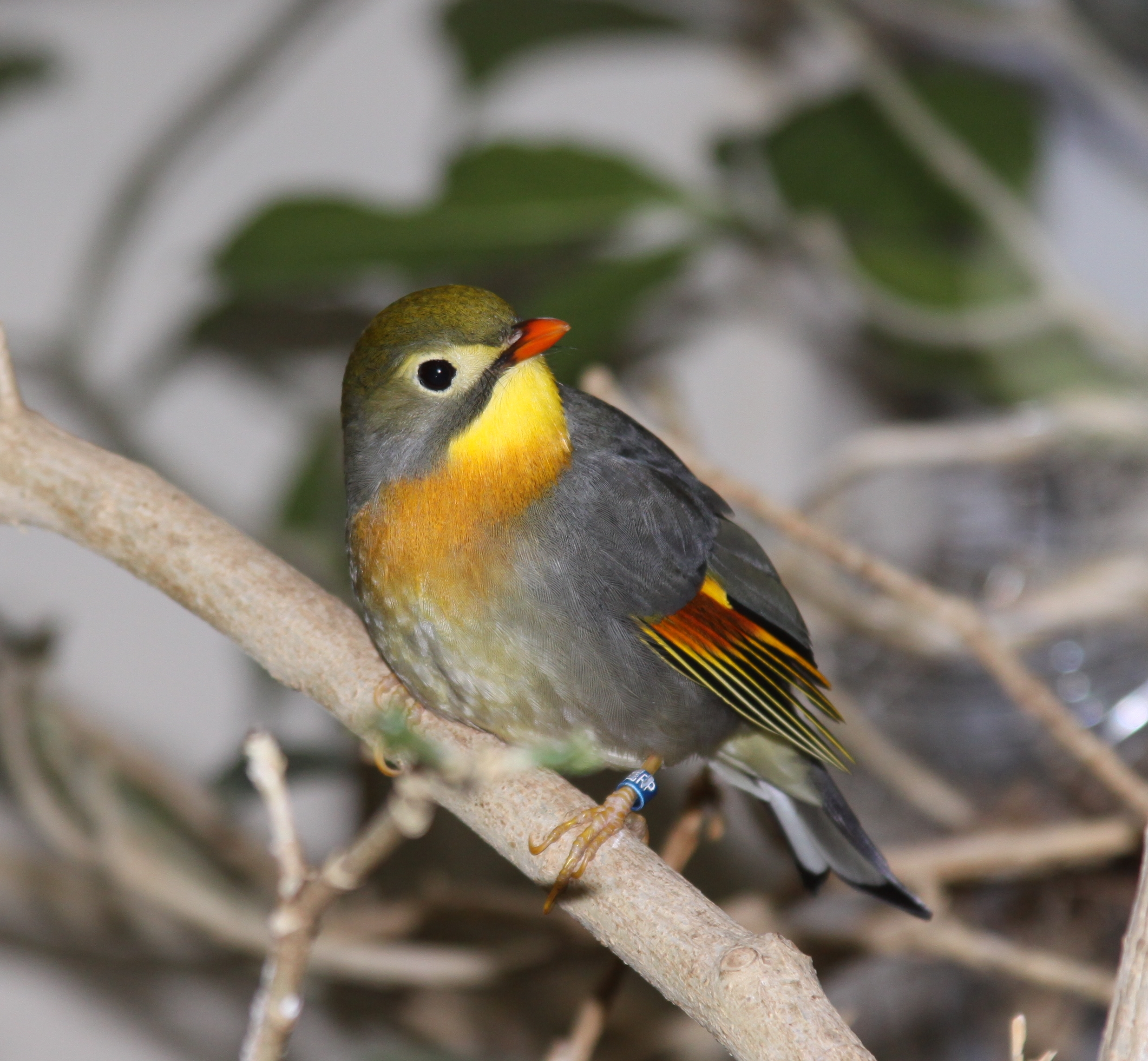
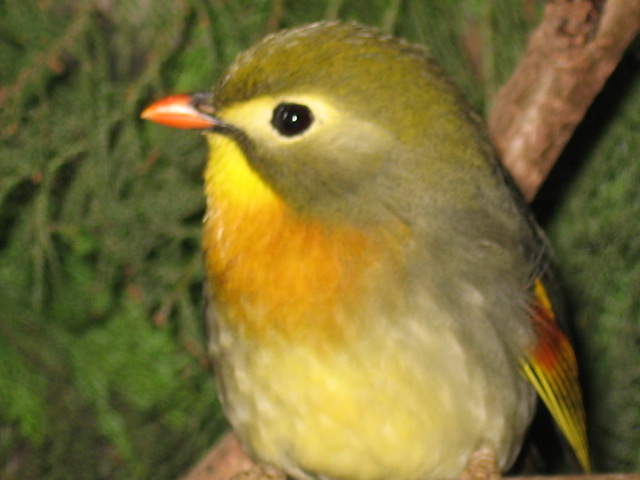
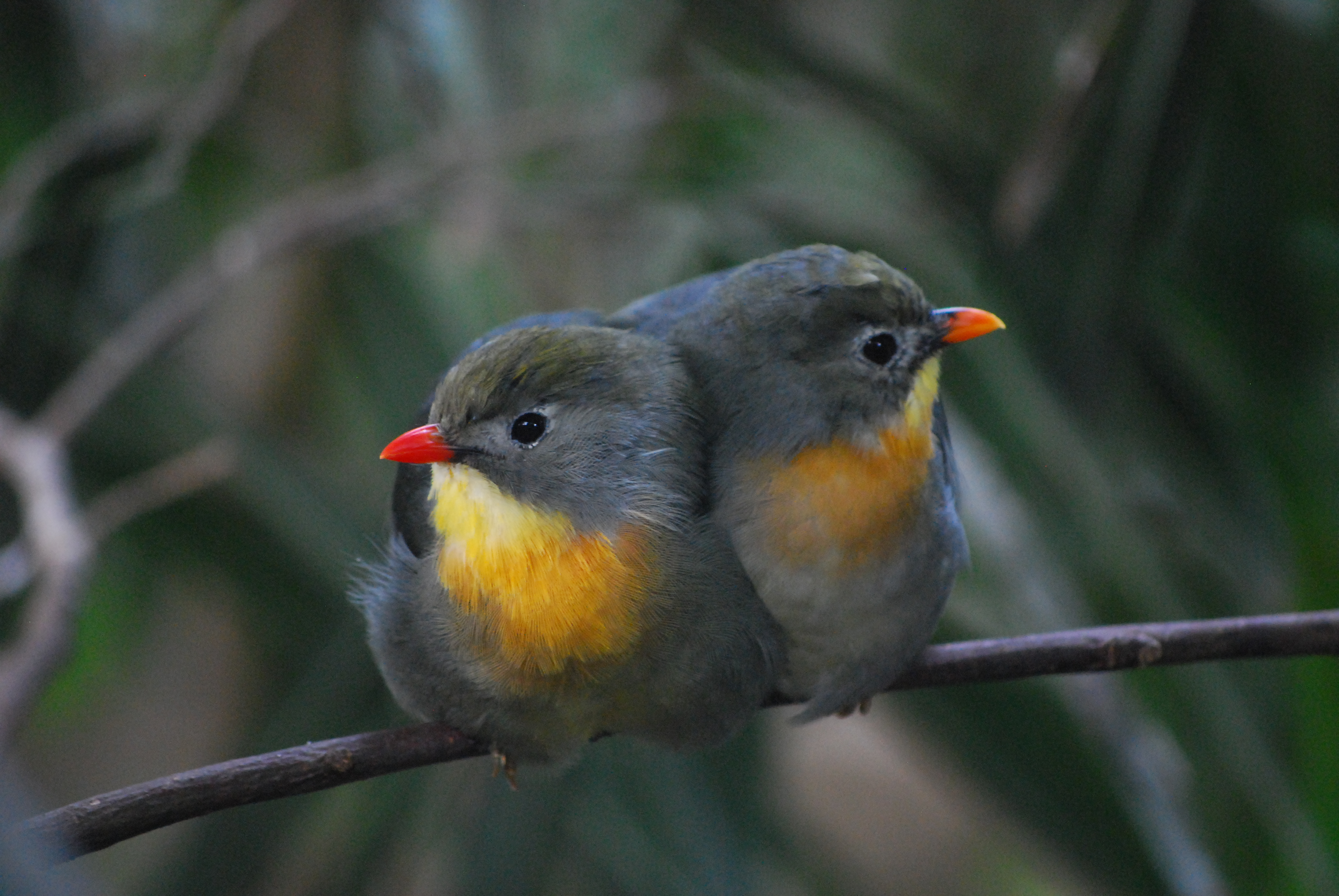
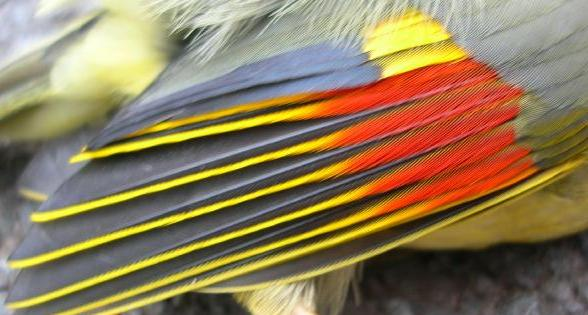
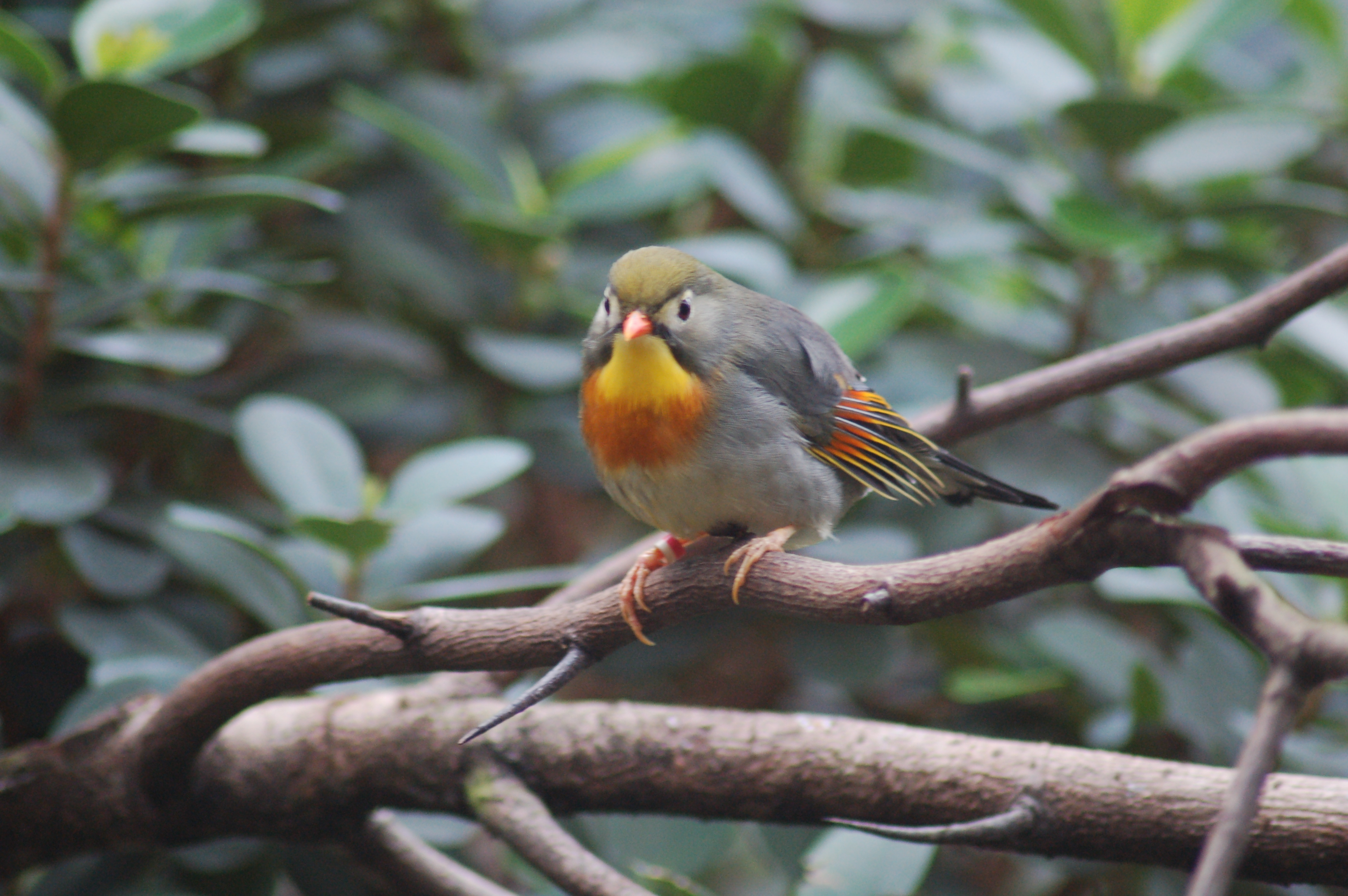
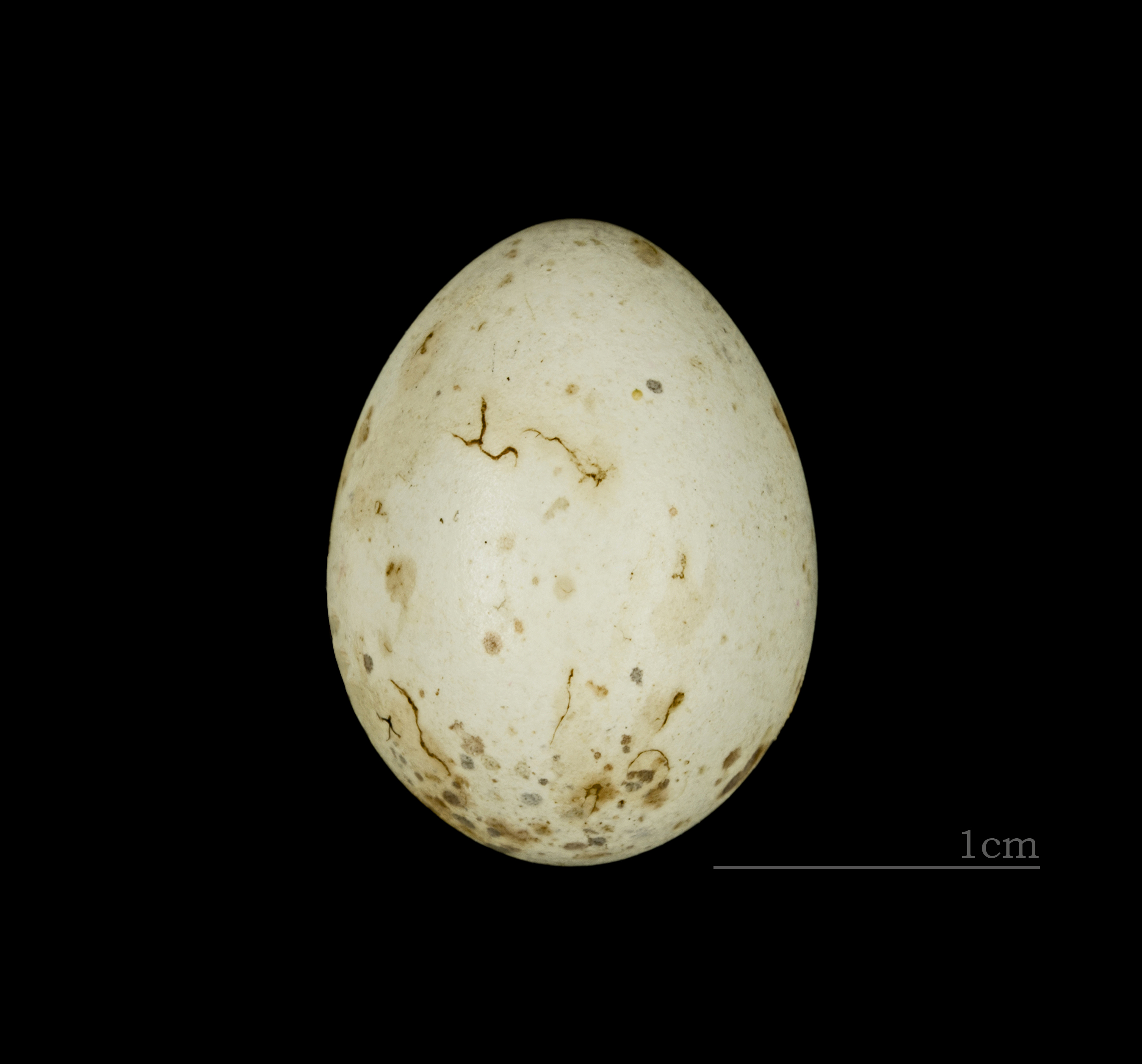